# Furiant
Der Furiant („der Begeisternde“ von lateinisch furians, „begeisternd, rasend“) ist ein schneller böhmischer Volkstanz, der ähnlich wie der Zwiefache durch einen Taktwechsel zwischen 2/4- und 3/4-Takt charakterisiert ist. In der tschechischen Kunstmusik steht er meist im Dreivierteltakt mit typischen Hemiolen (Akzentverschiebungen), wie bei Bedřich Smetana oder Antonín Dvořák.
Bekannte Beispiele aus der Kunstmusik des 19. Jahrhunderts sind der Furiant aus Smetanas Oper Die verkaufte Braut, sowie mehrere Kompositionen von Dvořák, darunter der Finalsatz aus der Tschechischen Suite op. 39, zwei Klavierstücke op. 42, genannt „Zwei Furianten“, der erste und letzte Satz aus den Slawischen Tänzen op. 46, der dritte Satz aus der 6. Sinfonie D-Dur mit den Satzbezeichnungen „Scherzo, Furiant, Presto“ sowie der dritte Satz des Klavierquintetts op. 81. Auch der Komponist Enjott Schneider komponierte 1999 einen „Furiant (für kleines Orchester)“.